# Puukko

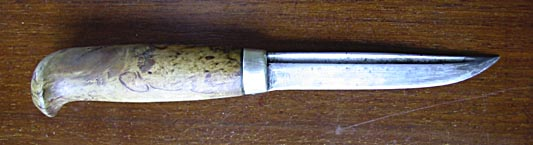
Un puukko de travail

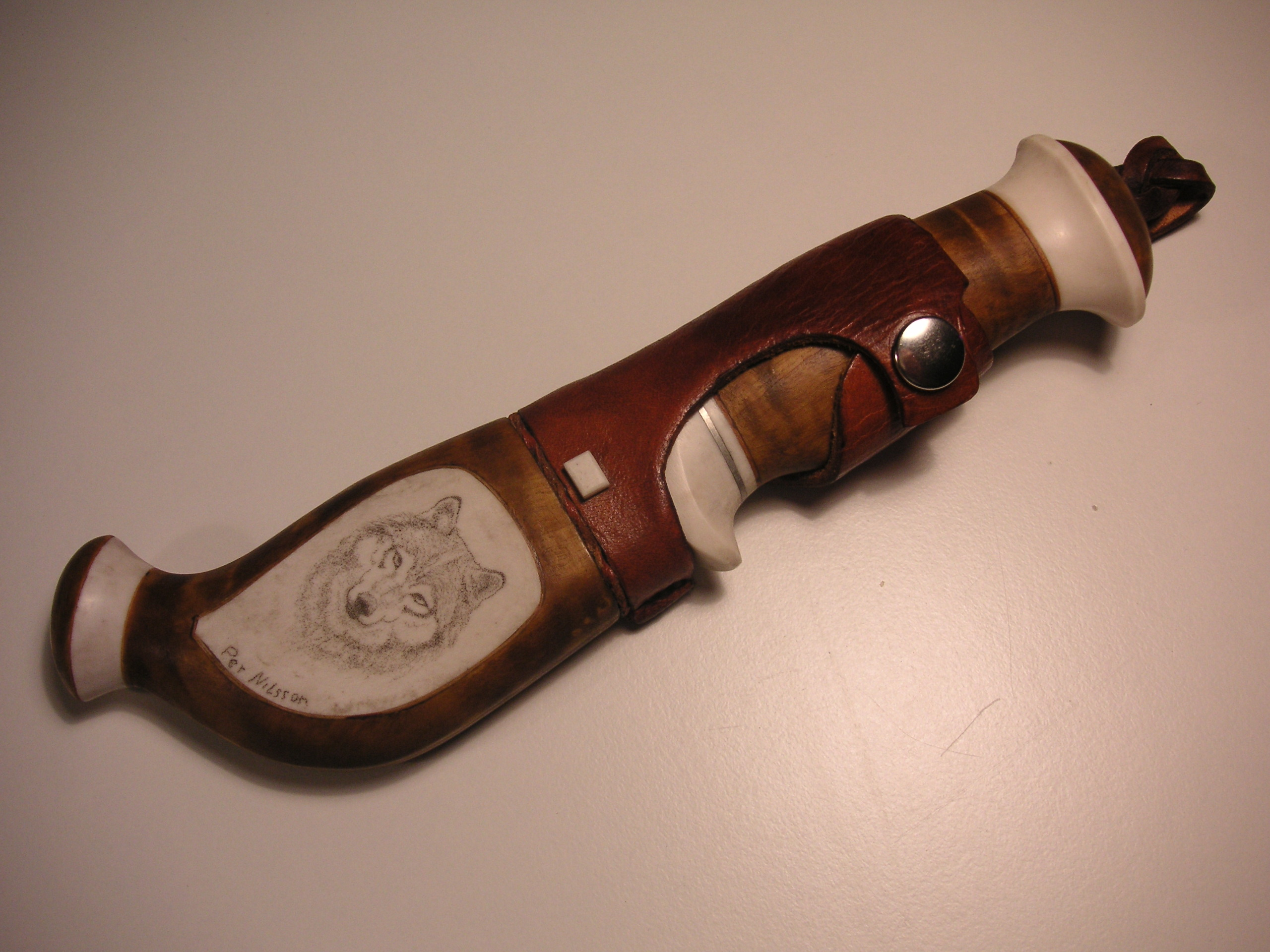
Un puukko ouvragé porté comme bijou sur le costume traditionnel sami

Un puukko (prononciation finnoise : [ˈpuːkːo]) est un petit couteau traditionnel finlandais avec une lame à un tranchant recourbé et à dos plat, fait pour être porté à la ceinture.

## Histoire
Le terme puukko signifie à l'origine « couteau avec manche en bois ». Les découvertes historiques prouvent l'existence de ce type de couteau depuis l'âge de pierre. Il est considéré comme un outil simple ou un objet précieux, utilisé aujourd'hui pour la chasse, la pêche, la sculpture ou comme bijou[C'est-à-dire ?]. Chez les Samis, un tel couteau fait partie du costume et se porte dans un fourreau attaché à la ceinture. Autrefois[Quand ?], il était interdit de manipuler des couteaux dans la sphère d'influence russe. Pour les Samis, une dérogation fut annoncée le 10 mai 1935 en Russie.

## Méthodes de construction
Le puukko est, selon le modèle, un couteau de chasse, une pièce d'art ou un couteau utilitaire avec une lame robuste et une poignée en bois ou en plastique recouverte de caoutchouc. La caractéristique commune des formes originales est l'absence d'un protège-main et la présence d'un fourreau qui reçoit et enferme le couteau comme un carquois. Certains puukkos précieux possèdent un manche très élaboré. Ordinairement, les constructions simples sont préférées. Les puukkos historiques étaient principalement fabriqués par les utilisateurs ou leurs forgerons. Les finitions modernes utilisent des aciers à lames comme des aciers mono ou des stratifiés (acier à trois couches) avec des couches externes souples et un tranchant dur central (dureté de Rockwell jusqu'à 63 HRC). Une importance particulière est portée à la facilité d'aiguiser le couteau (notamment dans des conditions extérieures en pleine nature). La longueur de la lame est typiquement de 10 à 13 cm.

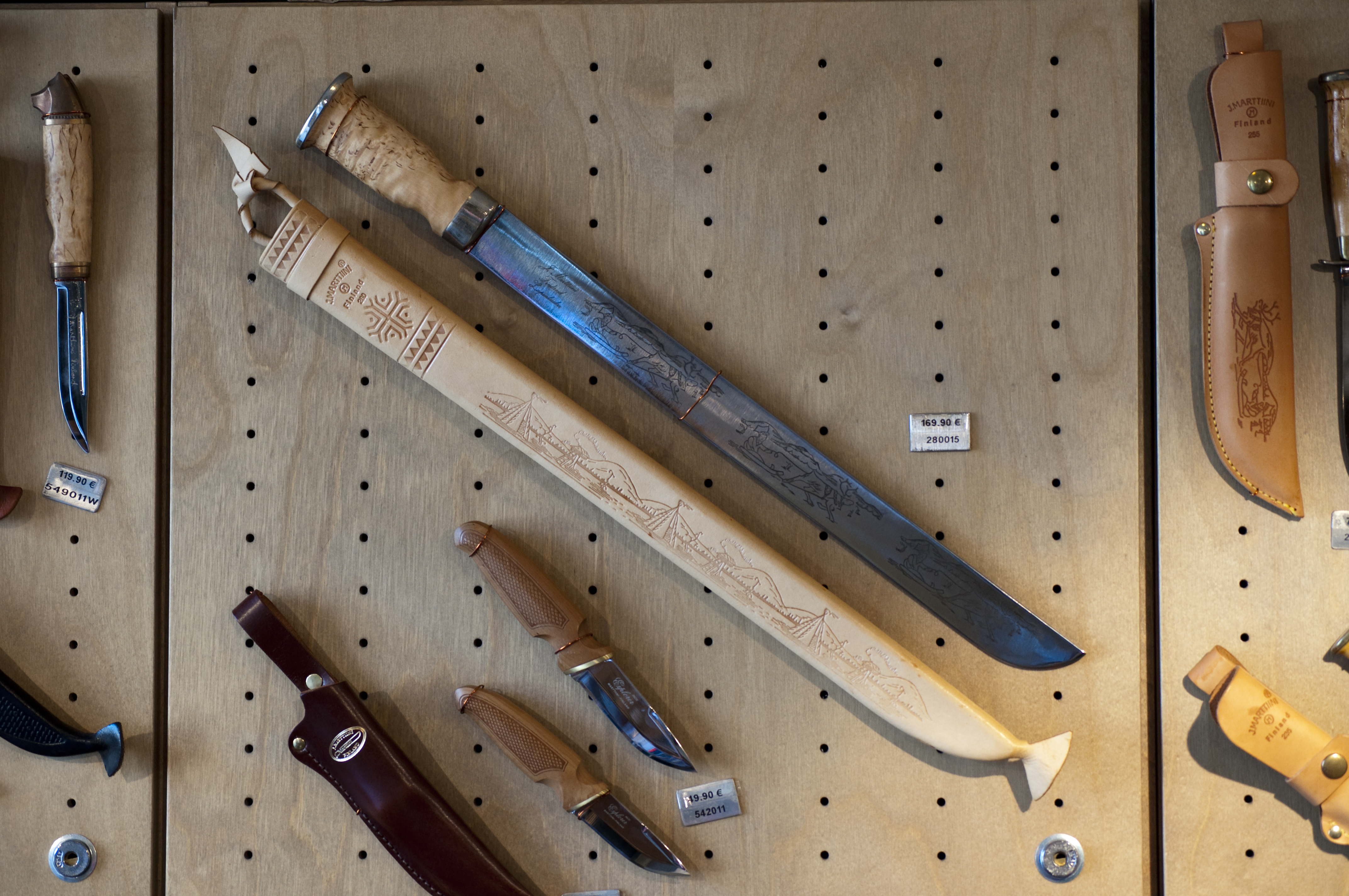
Grand puukko de chasse
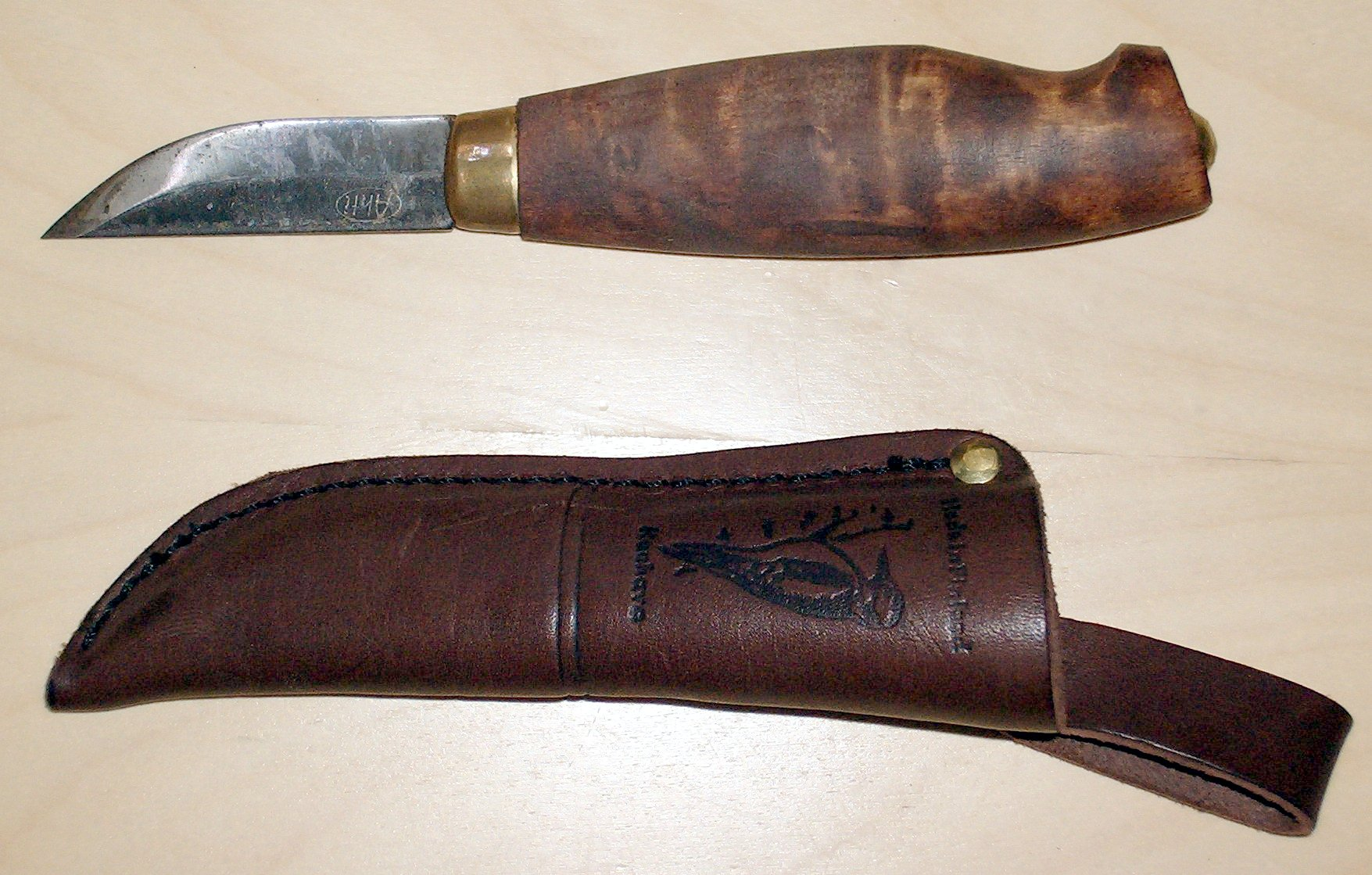
Petit puukko
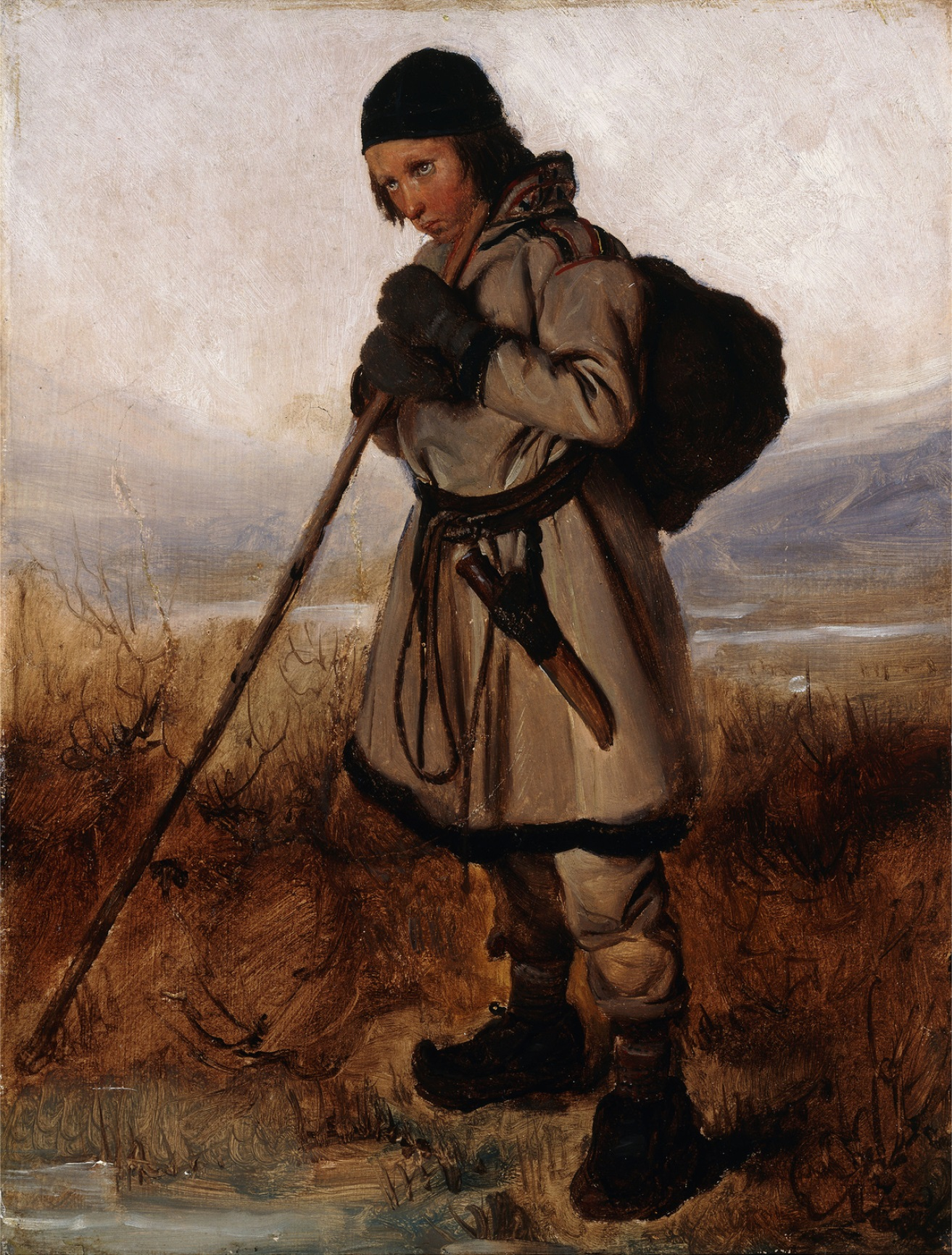
Puukko porté à la ceinture
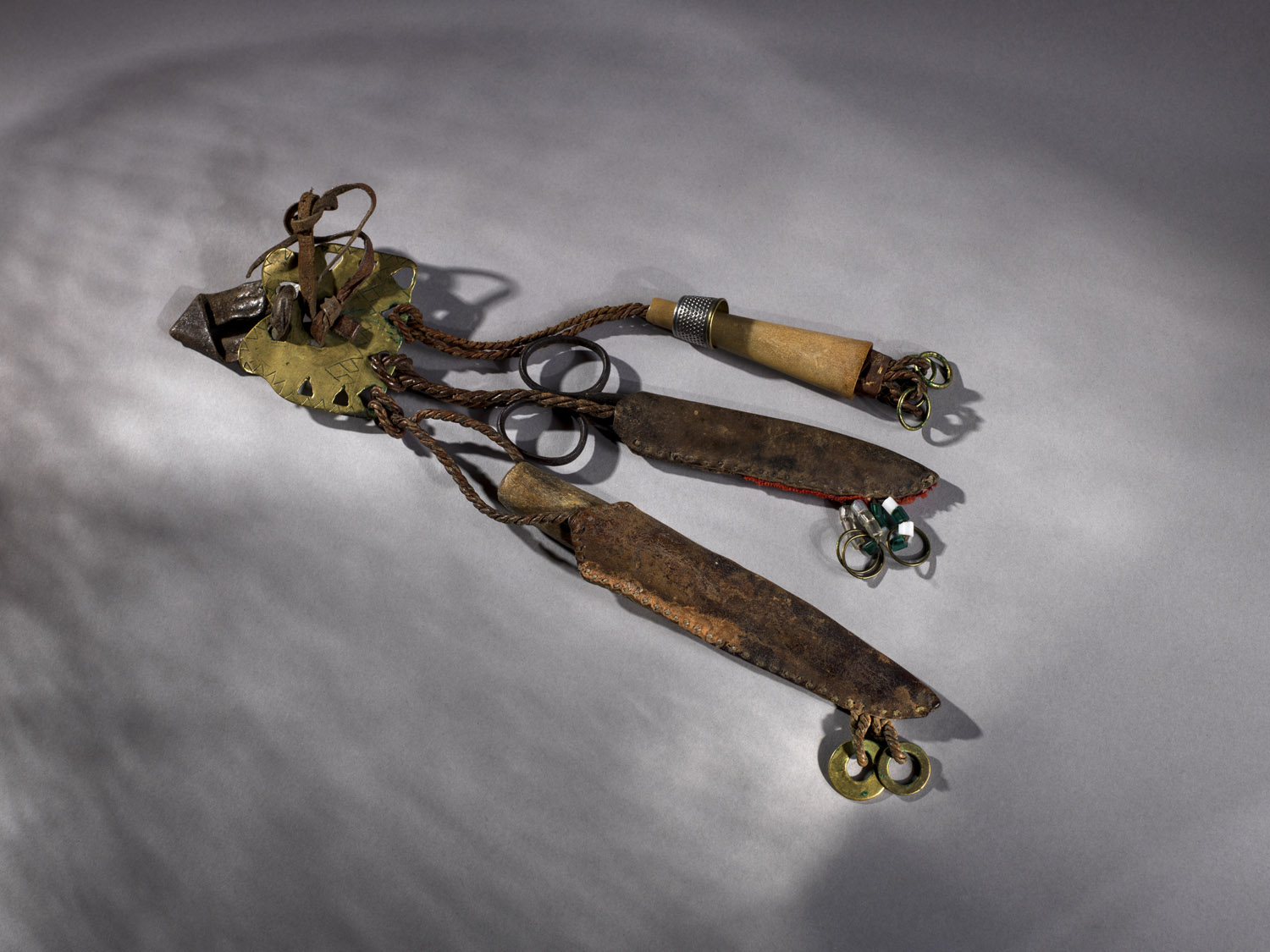
Ceinture sami avec un puukko
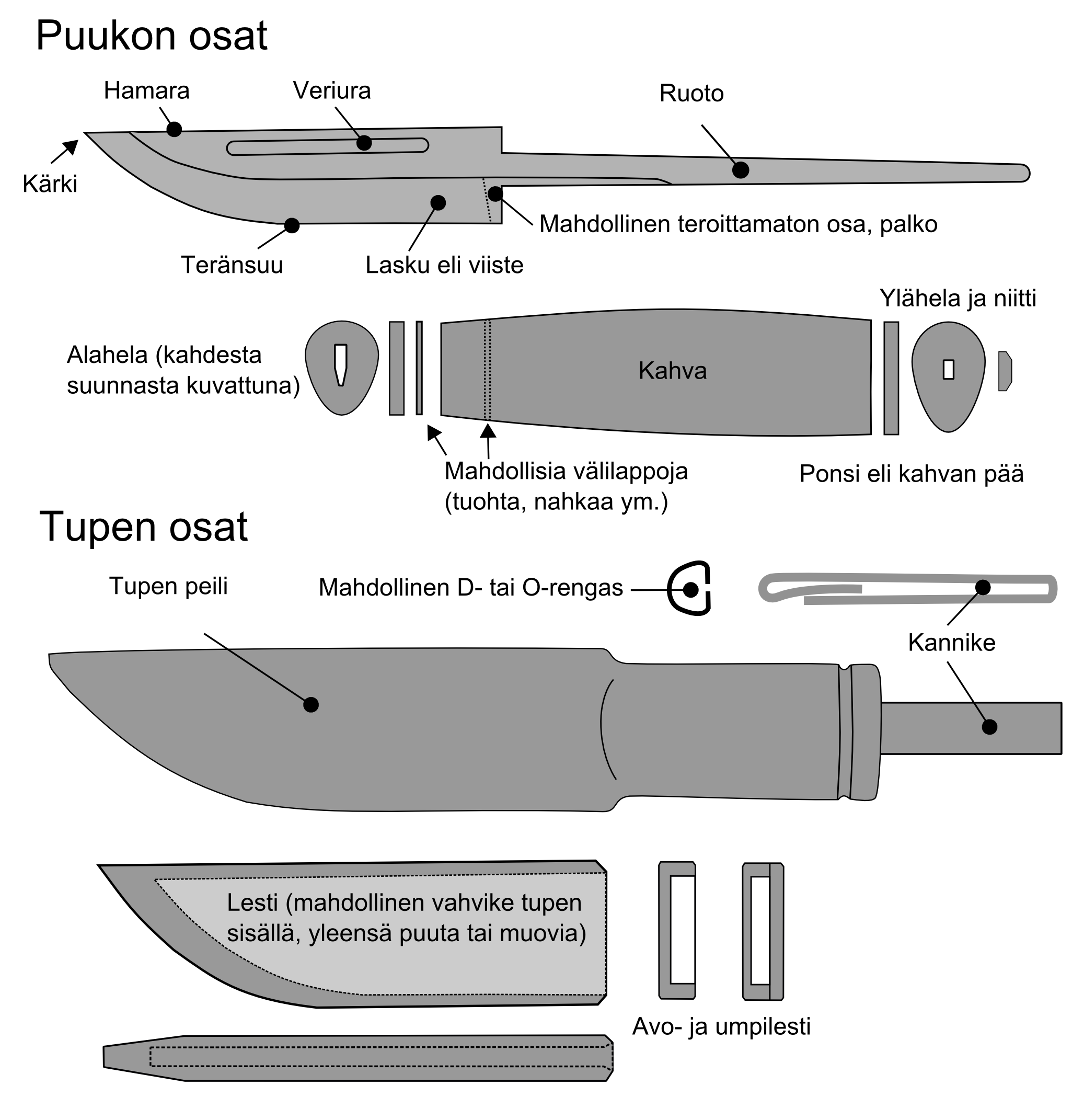
Schématique du puukko
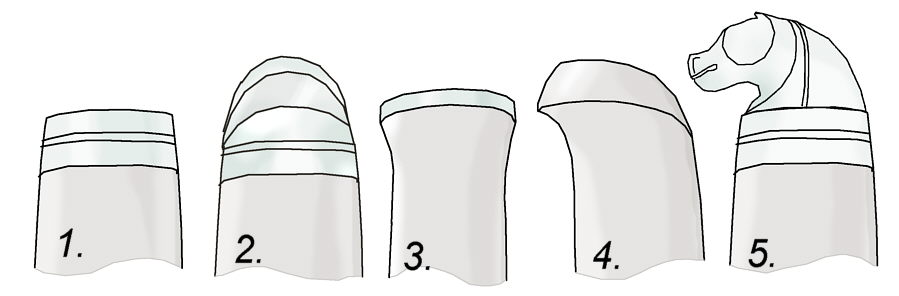
Différents corbains
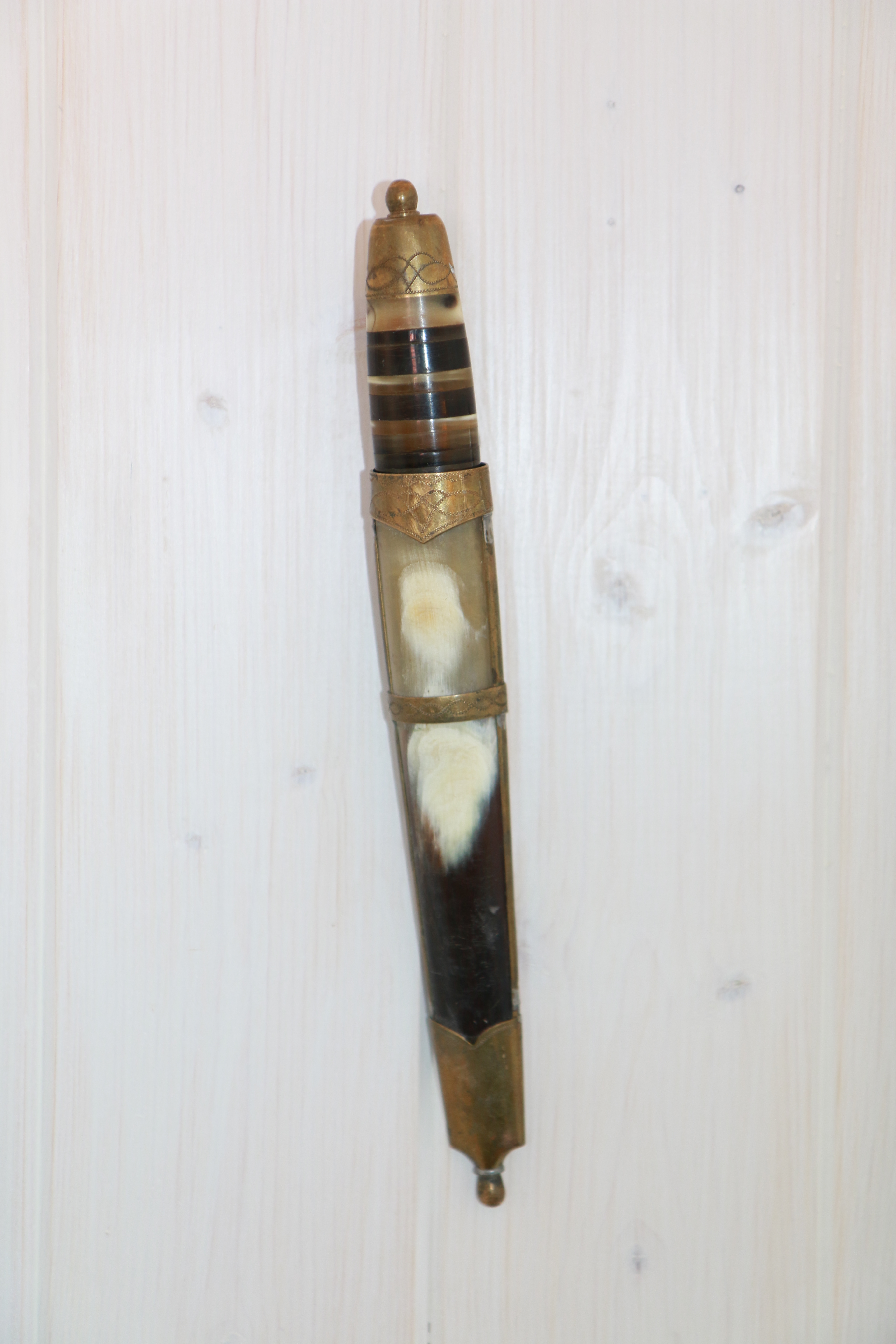
Puukko norvégien ouvragé
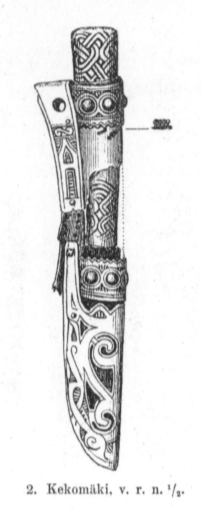
Puuko de Carélie (âge du fer)